# ويليس ك. هاولي
ويليس ك. هاولي (بالإنجليزية: Willis C. Hawley)‏ هو محامي وسياسي أمريكي، ولد في 5 مايو 1864 في مونرو في الولايات المتحدة، وتوفي في 24 يوليو 1941 في سايلم في الولايات المتحدة. حزبياً، نشط في الحزب الجمهوري. وقد انتخب عضو مجلس النواب الأمريكي.

## روابط خارجية
- ويليس ك. هاولي على موقع الموسوعة البريطانية (الإنجليزية)
- ويليس ك. هاولي على موقع إن إن دي بي (الإنجليزية)